# Édouard Nortier
Édouard Nortier, né Charles Édouard Nortier le 4 août 1859 à Paris et mort le 6 novembre 1914 à Boesinghe en Belgique, est un homme politique français.

## Biographie
Négociant, maire de Neuilly-sur-Seine à partir de 1908, il est élu député de la Seine le 10 novembre 1911 face au socialiste Pierre Laval et au général Percin radical-socialiste. Édouard Nortier s'inscrit au groupe des Républicains progressistes. Il est réélu le 26 avril 1914 face au socialiste André Morizet. En 1914, il rejoint les rangs de l'armée comme capitaine au 73e régiment d'infanterie territoriale, mais il est grièvement blessé au combat près d'Ypres et meurt le 6 novembre. Il est l'un des rares parlementaires français morts au combat pendant la Première Guerre mondiale (le plus vieux après Émile Driant). Sa tombe se trouve au cimetière ancien de Neuilly.

## Sources
- « Édouard Nortier », dans le Dictionnaire des parlementaires français (1889-1940), sous la direction de Jean Jolly, PUF, 1960 [détail de l’édition]